# Columbo (sezonul 10)
Sezonul 10 al serialului american de televiziune Columbo este format din 14 episoade, care au fost difuzate de postul ABC în perioada 9 decembrie 1990 – 30 ianuarie 2003.
Aceste 14 episoade ale serialului Columbo au fost produse sporadic ca o serie de episoade speciale, pe parcursul a 13 ani, și au fost lansate de atunci pe DVD în mai multe regiuni ca „sezonul 10”. Două dintre episoade, „No Time to Die” și „Undercover”, au fost inspirate din seria de romane 87th Precinct a lui Ed McBain și, prin urmare, nu respectă formatul obișnuit al episoadelor serialului Columbo.

## Istoricul difuzării
Episoadele acestui sezon au fost difuzate de postul american de televiziune ABC.

## Lansare pe DVD
Episoadele sezonului 10 au fost lansate pe DVD de Universal Studios Home Entertainment⁠(d), în cadrul seriei clasice de divertisment TV Universal Classic Television.

## Episoade
| Numărul în cadrul serialului | Numărul în cadrul sezonului | Titlu                                             | Regizor            | Scenarist                                                                     | Ucigaș(ă) | Victimă / Victime                                                                                             | Data difuzării în premieră | Durată  |
| --- | --------------------------- | ------------------------------------------------- | ------------------ | ----------------------------------------------------------------------------- | --- | --- | -------------------------- | ------- |
| 56 | 1                           | „Columbo Goes to College”                         | E.W. Swackhamer⁠(d) | Poveste de: Frederick King Keller⁠(d) Poveste și scenariu de: Jeffrey Bloom⁠(d) | Stephen Caffrey⁠(d) în rolul Justin Rowe și Gary Hershberger⁠(d) în rolul Cooper Redman                                                                  | James Sutorius în rolul D.E. Rusk                                                                             | 9 decembrie 1990           | 94 min. |
| Justin Rowe (Stephen Caffrey⁠(d)) și Cooper Redman (Gary Hershberger⁠(d)), colegi de facultate și buni prieteni, duc o viață fără griji asigurată de părinții lor bogați. Răbdarea părinților nu este totuși nesfârșită, iar, în plus, profesorul de criminologie D.E. Rusk a aflat recent că băieții au încercat să trișeze, furând testul pentru examenul final, și amenință că îi va exmatricula de la Freemont College. Cei doi studenți decid să-l omoare pe Rusk într-o variantă modernă a crimei săvârșite de Leopold și Loeb⁠(d). Ei reușesc să-l atragă pe profesor în afara universității chiar în timpul unei prelegeri susținute în clasă de locotenentul Columbo. Justin și Cooper monitorizează garajul subteran, folosind o cameră video miniaturală, și, fără a părăsi amfiteatrul, îl împușcă pe Rusk cu un pistol manevrat printr-o telecomandă, ambele dispozitive fiind ascunse în compartimentul motor al camionetei lor. Având asigurat astfel un alibi infailibil și pretextând că încearcă să ajute la desfășurarea anchetei, băieții încearcă apoi să-l abată pe locotenent pe o pistă falsă și plasează dovezi pentru a face să pară că profesorul a fost ucis din cauza faptului că urma să dezvăluie unele fraude financiare săvârșite de Mafie. Indiciu/întorsătură finală: Locotenentul Columbo întinde o cursă celor doi criminali, care aveau o prea mare încredere în ei, și îi face să „audă” detalii confidențiale despre mașina unui suspect. Arma crimei este găsită mai târziu chiar în acea mașină. Detectivul dezvăluie atunci că autoturismul respectiv aparținea de fapt soției sale și demonstrează astfel că Justin și Cooper plasaseră acolo arma crimei, din moment ce nimeni altcineva nu putea ști care era mașina suspectului. Actorul Robert Culp revine în serial în rolul influentului tată avocat al lui Justin. (Acesta este singura dată, din cele patru apariții ale sale, când Culp nu joacă rolul criminalului. Vezi Interpretări multiple a rolurilor de criminali.) |                             |                                                   |                    |                                                                               | | |                            |         |
| 57 | 2                           | „Caution: Murder Can Be Hazardous to Your Health” | Daryl Duke⁠(d)      | Sonia Wolf & Patricia Ford⁠(d) & April Raynell                                 | George Hamilton în rolul Wade Anders | Peter Haskell⁠(d) în rolul Budd Clarke                                                                         | 20 februarie 1991          | 90 min. |
| Wade Anders (George Hamilton), un fost consultant în domeniul securității cu un trecut destul de obscur, a ajuns acum prezentatorul emisiunii de televiziune CrimeAlert, un program popular în stilul America's Most Wanted⁠(d), care încurajează publicul să raporteze orice informație cu privire la persoanele căutate de poliție. Emisiunea are un succes uriaș, spre furia prezentatorului de știri Budd Clarke (Peter Haskell⁠(d)), care fusese respins în favoarea lui Anders. Într-una din zile Clarke intră în posesia unei casete video ce conținea un film porno în care rivalul său jucase mai demult și amenință că va face public trecutul lui Anders, dacă acesta nu va renunța la emisiune. Anders decide să-l omoare și își asigură un alibi prin falsificarea unei casete de supraveghere, astfel încât să pară că a fost singur la birou toată ziua, apoi se deplasează la vila lui Clarke și, profitând că acesta este un fumător înrăit, îi strecoară câteva țigări otrăvite cu sulfat de nicotină. După ce Clarke fumează o țigară și moare, Anders înlocuiește țigările otrăvite ca să pară că prezentatorul de știri a suferit un atac de cord din cauza viciului său. Analizând indiciile găsite la fața locului, locotenentul Columbo își dă seama că este vorba de o crimă. Indiciu/întorsătură finală: Columbo dovedește că banda de supraveghere fusese falsificată, deoarece gardul viu din fața biroului lui Anders, care era tuns dimineața, părea să fi crescut mult în cursul câtorva ore, ceea ce sugera că imaginile de la venire și cele de plecare fuseseră înregistrate în zile diferite. În plus, urmele distinctive lăsate pe automobilul lui Anders de câinele lui Clarke, căruia îi lipsea o gheară, constituie o dovadă suplimentară că Anders îl vizitase anterior pe Clarke. Acest episod a fost lansat în cadrul programului ABC Movie Special. |                             |                                                   |                    |                                                                               | | |                            |         |
| 58 | 3                           | „Columbo and the Murder of a Rock Star”           | Alan J. Levi⁠(d)    | William Read Woodfield⁠(d)                                                     | Dabney Coleman în rolul Hugh Creighton | Cheryl Paris⁠(d) în rolul Marcy Edwards                                                                        | 29 aprilie 1991            | 96 min. |
| Vedeta de muzică rock Marcy Edwards (Cheryl Paris⁠(d)) trăiește de câțiva ani cu celebrul avocat Hugh Creighton (Dabney Coleman). Avocatul află că ea are o aventură cu un baterist din vechea ei trupă și o dă afară din casa lui. În această situație, Marcy îl șantajează pe Creighton să o lase să-și continue viața împreună până când el va putea să-i dea cei 5 milioane de dolari pe care ea îi cere în schimbul încheierii relației, amenințându-l că în caz contrar va începe un proces pentru obținerea unei pensii de întreținere⁠(d) substanțiale și îl va demasca pentru mituirea unor demnitari locali. Încolțit, Creighton decide să o omoare pe Marcy și să arunce bănuiala asupra amantului ei. Astfel, el injectează un somnifer într-o sticlă de șampanie din casa de pe plajă a concubinei sale și mai târziu îi toarnă acesteia disulfiram în ceai pentru a se asigura că ea nu va putea bea alcool. În aceeași după amiază, avocatul fură camioneta grădinarului, se deplasează cu ea la casa de pe plajă, unde Marcy avea întâlnire cu amantul, și o sugrumă pe concubina sa, după ce amantul ei adoarme. Amantul se trezește după câteva ore și, constatând că Marcy murise, fuge de la fața locului. Creighton își crease anterior un alibi inatacabil, cu ajutorul asociatei Trish Fairbanks (Shera Danese), dar aceasta, după ce își dă seama că el și-a ucis concubina, îl șantajează să intre ca parteneră în firmă și pune la cale un plan prin care să se asigure că nu va sfârși la fel ca Marcy. Locotenentul Columbo începe să îl suspecteze pe Creighton, în ciuda existenței unui tichet de amendă de la un radar auto care pare să-l exonereze complet pe avocat. Indiciu/întorsătură finală: Datorită existenței unor umbre pe fețele persoanelor fotografiate că au încălcat limita de viteză, Columbo poate dovedi că fața lui Creighton era, de fapt, doar o mască decupată și că Tricy Fairbanks trebuia să fi condus cu viteză vehiculul lui Creighton, iar astfel îi destramă alibiul. De asemenea, semnele de pe gâtul lui Marcy Edwards se potriveau cu mănușile găsite în camioneta grădinarului, camionetă care fusese furată și returnată apoi pe o anumită stradă, unde creștea un tip neobișnuit de arbore. Brațele ștergătoarelor de parbriz de pe mașina lui Tricy Fairbanks au colectat fructele de pădure căzute din acei arbori, dovedind că Hugh Creighton își parcase mașina pe acea stradă și că, de asemenea, condusese camioneta grădinarului până acolo. Cântărețul Little Richard apare în acest episod în propriul său rol. |                             |                                                   |                    |                                                                               | | |                            |         |
| 59 | 4                           | „Death Hits the Jackpot”                          | Vincent McEveety   | Jeffrey Bloom⁠(d)                                                              | Rip Torn în rolul Leon Lamarr și Jamie Rose⁠(d) în rolul Nancy Brower                                                                                   | Gary Kroeger⁠(d) în rolul Freddy Brower                                                                        | 15 decembrie 1991          | 97 min. |
| Tânărul fotograf Freddy Brower (Gary Kroeger⁠(d)), care trece printr-o procedură îndelungată de divorț de soția sa, Nancy (Jamie Rose⁠(d)), află că a câștigat o sumă de peste 30 de milioane de dolari la loterie. Câștigul de la loterie ar urma să fie împărțit între cei doi soți, cât timp ei sunt încă legal căsătoriți. Nedorind să împartă banii cu soția sa, Freddy îl roagă pe unchiul său, Leon Lamarr (Rip Torn), un bijutier bogat, să pretindă că biletul de loterie este al lui și să încaseze banii, pe care să-i restituie imediat după ce va fi pronunțat divorțul. Ceea ce nu știe el este că unchiul său are de mai mult timp o relație de dragoste cu Nancy și că a aflat recent că afacerea sa este în pragul falimentului. Lamarr decide să-l omoare pe Freddy pentru a păstra banii și a se bucura de ei împreună cu Nancy. El organizează la el acasă o petrecere în seara de Halloween, în timpul căreia se furișează în apartamentul lui Freddy, îl lovește cu o sticlă, îl dezbracă și apoi îl îneacă în cadă, simulând astfel un înec accidental. Nancy îl sună pe Lamarr în timpul petrecerii, pretinzând că este Freddy. Moartea lui Freddy este descoperită în cursul aceleiași nopți și, în urma analizării indiciilor de către locotenentul Colombo, este încadrată drept o crimă. Indiciu/întorsătură finală: În noaptea crimei, Brower avea grijă de cimpanzeul unui prieten. Detectivul află că cimpanzeului îi plăcea să pună mâna pe obiecte strălucitoare și găsește amprentele sale digitale pe un medalion care făcea parte din costumul de Halloween al lui Lamarr, dovedind astfel că Lamarr se afla în apartamentul lui Brower în acea noapte. În momentul acuzării lui Lamarr ca suspect de crimă, Columbo o cheamă în încăpere pe Nancy pentru a-i mulțumi pentru „cooperare” și pentru a o anunța că va fi singurul beneficiar al câștigului de la loterie. Lamarr bănuiește că Nancy l-a învinovățit pe el, așa că mărturisește că a comis crima, cu complicitatea femeii. În urma acestor dezvăluiri, cei doi complici sunt arestați și trimiși la închisoare. Actrița Betsy Palmer interpretează rolul soției lui Lamarr. |                             |                                                   |                    |                                                                               | | |                            |         |
| 60 | 5                           | „No Time to Die”                                  | Alan J. Levi⁠(d)    | Poveste de: Ed McBain; Scenariu de: Robert van Scoyk⁠(d)                       | (niciun criminal. Daniel McDonald⁠(d) interpretează rolul unui potențial criminal.)                                                                     | (nimeni) | 15 februarie 1992          | 92 min. |
| Locotenentul Columbo asistă la nunta nepotului său, ofițerul de poliție Andy Parma (Thomas Calabro⁠(d)). Mirele și mireasa se retrag către miezul nopții în apartamentul nupțial care le-a fost rezervat, lăsându-i pe invitați să petreacă în continuare. Odată ajunși sus, Andy se duce să facă un duș, dar când iese din baie găsește apartamentul gol: tânăra sa soție, fotomodelul Melissa Hayes (Joanna Going⁠(d)), a dispărut, după ce-și dezbrăcase rochia de mireasă. Andy crede inițial că dispariția miresei este doar o glumă, dar după ce găsește pe jos o bucată de vată îmbibată cu cloroform începe să se îngrijoreze și îi cere ajutorul unchiului său. Columbo se implică în investigarea dispariției și descoperă o serie de indicii care sugerează că Melissa a fost răpită. Presupusul răpitor poate fi o persoană interesată să obțină o răscumpărare, ținând cont că familia Hays este foarte bogată, sau un infractor care-l dușmănea pe polițistul Andy Parma. Urmează o cursă contracronometru pentru descoperirea răpitorului, la care iau parte un număr mare de membri ai secției de poliție. Indiciu/întorsătură finală: Cercetând lista participanților la nuntă și fotografiile făcute cu acest prilej, locotenentul Columbo descoperă într-o fotografie un individ necunoscut. Singurul indiciu care poate contribui la identificarea individului este un inel pe degetul acestuia. Prin urmărirea acestei piste, se descoperă că Melissa a fost răpită de Rudy Strassa (Daniel McDonald⁠(d)), un psihopat sadic care intenționează să o omoare după consumarea „căsătoriei lor”. Acest episod este inspirat de romanul So Long As You Both Shall Live (1976) din seria 87th Precinct⁠(d) a lui Ed McBain, deși nu există o astfel de mențiune pe generic. Neobișnuit de întunecat, acesta este singurul episod în care nu are loc nicio crimă și în care Columbo nu se confruntă cu un criminal. Episodul „No Time to Die” a fost difuzat în cadrul emisiunii ABC Sunday Night Movie. |                             |                                                   |                    |                                                                               | | |                            |         |
| 61 | 6                           | „A Bird in the Hand ...”                          | Vincent McEveety   | Jackson Gillis⁠(d)                                                             | Tyne Daly⁠(d) în rolul Dolores McCain și Greg Evigan⁠(d) în rolul Harold McCain                                                                          | Steve Forrest⁠(d) în rolul Fred McCain, León Singer în rolul Fernando și Greg Evigan⁠(d) în rolul Harold McCain | 22 noiembrie 1992          | 94 min. |
| Având un termen limită pentru a-și plăti datoriile, jucătorul înrăit Harold McCain (Greg Evigan⁠(d)) plasează o bombă sub Rolls-Royce-ul⁠(d) unchiului său, Big Fred (Steve Forrest⁠(d)), proprietarul unei echipe profesioniste de fotbal, sperând să moștenească o mare sumă de bani. Bomba este programată să explodeze la pornirea motorului. Cu toate acestea, în dimineața următoare, o altă persoană îl ucide pe Big Fred, înainte ca bomba lui Harold să o facă, lovindu-l cu camioneta furată a grădinarului în timp ce unchiul făcea jogging. Harold încearcă să îndepărteze bomba înainte de a ucide pe altcineva, dar nu se poate apropia de Rolls-Royce din cauza polițiștilor aflați în curtea vilei. Un grădinar exagerat de zelos se oferă să mute Rolls Royce-ul de pe alee, iar bomba explodează în fața polițiștilor și a echipei de televiziune și-l ucide. Locotenentul Columbo face investigații și descoperă o serie de indicii care îl acuză pe Harold că a plasat bomba, dar tânărul neagă orice implicare și încearcă să îndepărteze suspiciunile de la adresa lui. În acest timp, soția lui Fred, Dolores (Tyne Daly⁠(d)), pare traumatizată de pierderea soțului ei, dar începe să se simtă bine ca proprietară a echipei de fotbal. Bănuind implicarea ei în uciderea lui Big Fred, Harold încearcă să o preseze pe Dolores ca să-i plătească datoriile la jocurile de noroc, dar este găsit împușcat în cabana lui. Indiciu/întorsătură finală: Caseta înregistrată de echipa de televiziune îl arată pe Harold închizând ochii înainte ca Rolls-Royce-ul să explodeze, ceea ce dovedește că el știa că sub mașină se afla o bombă. Locotenentul Columbo urmărește traseul din ultimele ore de viață ale lui Harold și descoperă că tânărul petrecuse toată noaptea la un cazinou, unde câștigase 5.000 de dolari, servise micul dejun și se tunsese, apoi revenise acasă, de unde o sunase pe Dolores. Găsirea pălăriei lui Harold, cu urme de păr proaspăt tuns, în vila unchiului său sugerează că Harold mersese acolo în acea dimineață. Dolores l-a împușcat pe Harold și i-a transportat corpul în cabana lui, dar a uitat să-i ducă pălăria acolo. Potrivit locotenentului, Harold bănuia că Dolores mutase Rolls-Royce-ul pe alee, înaintea plasării bombei, iar în dimineața următoare furase camionul grădinarului și-l lovise intenționat cu ea pe Big Fred. Auzind acestea, Dolores îi cere lui Columbo să dovedească faptul că ea și-a ucis soțul, dar detectivul îi răspunde: „Nu trebuie să dovedesc asta, doamnă. Nu dau vrabia din mână pentru cioara de pe gard”, și o arestează pentru uciderea lui Harold. La fel ca în cazul episodului „Last Salute to the Commodore” cu mulți ani mai devreme, săvârșirea crimelor nu este prezentată spectatorilor, iar adevăratul ucigaș este dezvăluit abia aproape de sfârșit. Scenariile ambelor episoade au fost scrise de veteranul Jackson Gillis⁠(d) (aceasta a fost ultima sa contribuție la serial). Au fost folosite în acest episod secvențe dintr-un joc susținut de Saskatchewan Roughriders⁠(d) cu Edmonton Eskimos⁠(d) din liga CFL pentru a reprezenta echipele ficționale de fotbal american cu aceleași inițiale, Stallions și Elks. Ca o coincidență, echipa Edmonton Eskimos și-a schimbat numele în 2021 și a devenit Edmonton Elks. Acesta este unul dintre cele patru episoade (celelalte trei fiind „Undercover”, „Last Salute to the Commodore” și „The Most Dangerous Match”) în care moartea unei victime are loc în timpul anchetei lui Columbo.                                         |                             |                                                   |                    |                                                                               | | |                            |         |
| 62 | 7                           | „It's All in the Game”                            | Vincent McEveety   | Peter Falk                                                                    | Faye Dunaway în rolul Lauren Staton și Claudia Christian în rolul Lisa Martin                                                                          | Armando Pucci în rolul Nick Franco                                                                            | 31 octombrie 1993          | 95 min. |
| Lauren Staton (Faye Dunaway), o femeie bogată din Beverly Hills, a descoperit că viitorul ei soț, Nick Franco (Armando Pucci), un playboy care trăiește de pe urma practicării jocurilor de noroc, o înșală cu o femeie mai tânără, pe nume Lisa Martin (Claudia Christian), cu care are o relație paralelă. Cele două femei decid să-l omoare pe amantul abuziv și pun la cale împreună un plan. Nick o aduce într-o seară pe Lisa în apartamentul lui, iar Lauren, care îi aștepta acolo, îl împușcă și apoi pleacă pentru a-și asigura un alibi. Lisa rămâne în apartament și încălzește timp de câteva ore corpul amantului ei cu o pătură electrică, până când Lauren se întoarce în clădire și, pretextând că a uitat cheia, îl roagă pe administratorul clădirii (Bill Macy⁠(d)) să-i deschidă ușa apartamentului. În timp ce administratorul se afla împreună cu Lauren pe hol, Lisa trage un foc de armă în aer, apoi fuge deghizată prin curtea interioară a clădirii, făcând să pară că uciderea lui Nick Franco a avut loc chiar atunci. Ancheta este încredințată locotenentului Colombo, care, datorită maniei sale pentru detalii, descoperă că o altă persoană se aflase în apartament cu câteva ore înaintea momentului presupus al crimei și începe să o suspecteze pe Lauren. Pe parcursul întregii anchete, Lauren încearcă să-l seducă pe detectiv pentru a-i alunga suspiciunea și a o proteja pe Lisa, iar Columbo pare să accepte acest joc, flirtând cu ea, acceptându-i cadourile și aducându-i acasă un buchet de trandafiri roșii. Indiciu/întorsătură finală: Atunci când Columbo descoperă că Lisa a fost singura persoană cu care Nick a vorbit la telefon în cele zece zile anterioare morții lui, îi percheziționează apartamentul și găsește acolo o fotografie a ei lângă un scaun vechi asemănător cu cel pe care ședea Lauren într-o altă fotografie pe care o văzuse anterior. După ce compară cele două fotografii, el ajunge la concluzia că scaunul era identic și că ambele fotografii fuseseră făcute în același loc, indicându-i o posibilă legătură între Lisa și Lauren. Detectivul o aduce pe Lisa la interogatoriu, în timp ce Lauren privește această scenă din spatele unui perete de sticlă. Interogatoriul la care este supusă Lisa o face să cedeze pe Lauren, care se oferă să mărturisească cu condiția ca locotenentul să o lase pe Lisa să plece. Lauren recunoaște că a comis crima, dar refuză să divulge numele complicelui, deoarece Lisa era fiica ei. Lisa îl cunoscuse mai demult pe Franco la Roma, iar acesta, aflând că fata avea o mamă bogată, călătorise la Los Angeles și, atras de mirajul unui câștig ușor, o sedusese pe Lauren; cele două femei aflaseră curând de jocul dublu al lui Frank. Motivul crimei era eliberarea Lisei de sub influența abuzivă a lui Nick Franco, care o tăiase cu o lamă de ras și o amenințase cu moartea atunci când aceasta îl anunțase că o va preveni pe mama ei. Auzind întreaga poveste, locotenentul Columbo se hotărăște să nu o acuze pe Lisa cu condiția ca ea să se întoarcă la Roma și distruge dovezile foto care o implicau în crimă. „It's All in the Game” este unul dintre cele două episoade (celălalt fiind „Forgotten Lady”) în care Columbo permite unui criminal să rămână nepedepsit. Faye Dunaway a câștigat premiul Emmy⁠(d) pentru cea mai bună actriță invitată într-un serial dramatic pentru interpretarea ei. Acesta este singurul episod al cărui scenariu a fost scris de Peter Falk. A fost difuzat în cadrul emisiunii de televiziune ABC Sunday Night Movie. |                             |                                                   |                    |                                                                               | | |                            |         |
| 63 | 8                           | „Butterfly in Shades of Grey”                     | Dennis Dugan       | Peter S. Fischer                                                              | William Shatner în rolul Fielding Chase | Jack Laufer în rolul Gerry Winters                                                                            | 10 ianuarie 1994           | 93 min. |
| Prezentatorul radio Fielding Chase (William Shatner) este cunoscut la nivel național pentru emisiunea sa radiofonică, interactivă cu ascultătorii, la care fiica sa adoptivă, Victoria (Molly Hagan⁠(d)), lucrează ca producător. Afecțiunea lui pentru Victoria este paternă și foarte profundă. O situație de criză apare atunci când Victoria, care are vârsta de 25 de ani, decide să-și trăiască viața pe cont propriu și să plece la New York. Un fost angajat, homosexualul Gerry Winters (Jack Laufer), o susținuse pe Victoria în carieră și chiar îi găsise un agent literar prestigios pentru cartea ei. Chase se teme că o va pierde pe Victoria și hotărăște să-l omoare pe Winters pentru a împiedica plecarea fiicei sale. Mai întâi îi spune lui Winters să-l sune la o anumită oră. Exact la acea oră stabilită, Chase ajunge la casa lui Winters și pătrunde înăuntru. Winters îl sună la telefon pe Chase, fără să știe că acesta se află de fapt în spatele lui. Odată ce apelul este preluat și înregistrat de robotul telefonic din vila din Malibu a prezentatorului, Chase răspunde de la o extensie a telefonului dintr-o cameră alăturată, apoi pătrunde în camera apelului și îl împușcă pe Winters, iar mai târziu plasează o serie de indicii care fac să pară că Winters a fost ucis de un iubit gelos. Alibiul actorului Tedd, partenerul homosexual al lui Winters, este însă unul foarte solid, așa că locotenentul Columbo trebuie să caute un alt ucigaș. Indiciu/întorsătură finală: Apelul telefonic către poliție oferă soluția crimei. Chase a susținut că, după ce a auzit împușcăturile pe telefonul din vila sa, a plecat rapid către casa lui Winters și, aflat pe drum, a folosit telefonul său mobil pentru a anunța poliția la numărul de urgență 911. Locotenentul Columbo descoperă însă că rețeaua de telefonie mobilă nu are acoperire pe sectorul de drum de munte din apropierea casei lui Chase, unde ar fi trebuit să fie mașina lui la momentul apelului, și înscenează o capcană pentru demascarea ca ucigaș a lui Chase. După trei episoade mai neconvenționale, Butterfly in Shades of Grey a marcat revenirea la stilul tradițional al serialului Columbo. |                             |                                                   |                    |                                                                               | | |                            |         |
| 64 | 9                           | „Undercover”                                      | Vincent McEveety   | Poveste de: Ed McBain; Scenariu de: Gerry Day⁠(d)                              | Ed Begley Jr.⁠(d) în rolul Irving Krutch (Jon Beshara și un actor neidentificat interpretează, de asemenea, două personaje care se ucid unul pe altul.) | Burt Young în rolul Mo Weinberg și Shera Danese în rolul Geraldine Ferguson                                   | 2 mai 1994                 | 94 min. |
| Un chiriaș surprinde un hoț în apartamentul său, iar cei doi bărbați se ucid unul pe celălalt. Locotenentul Colombo, care anchetează această dublă crimă, descoperă o bucată decupată dintr-o fotografie în mâna hoțului. Cazul pare destul de simplu, dar se complică a doua zi după ce un bărbat pe nume Irving Krutch (Ed Begley, Jr.⁠(d)), investigator la o companie de asigurări, se prezintă la secția de poliție. Krutch afirmă că deține o altă bucată de fotografie și solicită ajutorul detectivilor pentru rezolvarea unui caz mai vechi. Cu șase ani în urmă, un grup de patru bărbați a jefuit o bancă, dar spărgătorii au suferit ulterior un accident de mașină și au fost uciși de poliție într-un schimb de focuri. Prada în valoare de 4 milioane de dolari nu a fost niciodată recuperată. Ascunzătoarea pradei poate fi identificată, potrivit lui Krutch, prin reconstituirea fotografiei din toate părțile ei componente. Locotenentul Columbo este nevoit să lucreze sub acoperire ca mafiot pentru a recupera unele bucăți ale fotografiei de la apropiații spărgătorilor și a rezolva cele două crime săvârșite pe parcurs. Indiciu/întorsătură finală: Columbo reușește să adune cele șapte bucăți ale fotografiei menționate pe lista primită de la Krutch, dar constată că-i lipsește tocmai piesa principală și bănuiește astfel că investigatorul nu i-a spus totul. Sunt verificate alibiurile lui Krutch pentru momentele celor două crime, iar descoperirea unei monede cu amprenta digitală a lui Krutch într-un automat de parcare de la locul unei crime dovedește prezența acolo a investigatorului. În aceste condiții, tânăra care-i furniza alibiurile decide să spună adevărul. Confruntat cu propriile sale minciuni, Krutch mărturisește că el a comis cele două crime și oferă ultima bucată a fotografiei, cu ajutorul căreia polițiștii descoperă ascunzătoarea celor patru milioane de dolari furați de la bancă. Acest episod este inspirat de romanul Jigsaw (1970) din seria 87th Precinct⁠(d) a lui Ed McBain, deși nu există o astfel de mențiune pe generic. Modul de desfășurare a acțiunii acestui episod se îndepărtează de formatul obișnuit al serialului Columbo prin faptul că identitatea vinovatului este dezvăluită abia la sfârșit. Spre deosebire de No Time To Die, celălalt episod inspirat dintr-un roman al lui McBain, acesta conține un personaj obișnuit al seriei 87th Precinct, sergentul Arthur Brown, interpretat aici de Harrison Page⁠(d). |                             |                                                   |                    |                                                                               | | |                            |         |
| 65 | 10                          | „Strange Bedfellows”                              | Vincent McEveety   | Lawrence Vail                                                                 | George Wendt în rolul Graham McVeigh | Jeff Yagher⁠(d) în rolul Teddy McVeigh și Jay Acovone⁠(d) în rolul Bruno Romano                                 | 8 mai 1995                 | 94 min. |
| Graham McVeigh (George Wendt) este proprietarul unei ferme de cai pursânge, ale cărui planuri ambițioase sunt periclitate de datoriile permanente ale fratelui său, Teddy (Jeff Yagher⁠(d)), la proprietarul de restaurant Bruno Romano (Jay Acovone⁠(d)), un apropiat al Mafiei. El decide să-l omoare pe Teddy și să-l scoată ca autor al crimei pe Romano. În acest scop, Graham îl convinge pe fratele său că unul din caii lor va câștiga cursa, determinându-l astfel pe Romano să parieze o mare sumă de bani, iar apoi își droghează propriul cal, pentru ca acesta să piardă. În aceeași seară el se deghizează și merge la restaurantul lui Romano, unde dă drumul unor șoareci, iar mai apoi, profitând de momentele de haos, îl sună pe Teddy de la telefonul din restaurant, comunicându-i că a stabilit o întâlnire cu Romano. Cei doi frați merg mai târziu într-un loc pustiu, unde Graham îl împușcă pe Teddy. A doua zi, Graham îl invită la fermă pe Romano, pretextând că vrea să plătească datoria lui Teddy, și îl împușcă, după care schimbă revolverul gangsterului cu arma crimei anterioare ca să pară că a fost un gest de autoapărare. Planul pare bine executat, iar locotenentul Columbo nu găsește suficiente dovezi pentru acuzarea lui McVeigh. Situația se schimbă odată cu implicarea bătrânului șef mafiot Vincenzo Fortelli (Rod Steiger), care îl învinovățește pe McVeigh pentru ambele crime și exercită presiuni asupra lui pentru a-i ceda ferma în schimbul datoriei, amenințându-l că, în caz contrar, îl va ucide. Indiciu/întorsătură finală: Columbo îl invită pe McVeigh să ia masa împreună la un restaurant, dar nu mai apare. După ce ultimii oaspeți pleacă, McVeigh bănuiește că a fost atras într-o cursă plănuită de Fortelli. Temându-se pentru viața lui, el îl contactează pe Columbo, care îi spune că nu l-a invitat la restaurant, dar că va veni urgent acolo. După sosirea polițistului, Fortelli îi sechestrează pe cei doi oaspeți și amenință că îl va ucide pe McVeigh ca să facă dreptate. McVeigh neagă la început că și-ar fi ucis fratele, dar, temându-se de răzbunarea Mafiei, cedează în cele din urmă și își mărturisește crima. El dezvăluie, de asemenea, unde a ascuns revolverul lui Romano, oferind proba necesară pentru incriminarea lui. După arestarea lui McVeigh, Columbo dezvăluie că pusese la cale această confruntare, cu ajutorul lui Fortelli, pentru a obține mărturisirea necesară. |                             |                                                   |                    |                                                                               | | |                            |         |
| 66 | 11                          | „A Trace of Murder”                               | Vincent McEveety   | Charles Kipps                                                                 | David Rasche în rolul Patrick Kinsley și Shera Danese în rolul Cathleen Calvert                                                                        | Raye Birk⁠(d) în rolul Howard Seltzer                                                                          | 15 mai 1997                | 93 min. |
| Patrick Kinsley (David Rasche), un expert criminalist al LAPD, s-a săturat să fie nevoit să se vadă pe furiș cu amanta lui, Cathleen (soția lui Falk, Shera Danese, la a șasea și ultima ei apariție), deoarece aceasta nu vrea să divorțeze de soțul ei, bogatul om de afaceri Clifford Calvert (Barry Corbin⁠(d)), din cauza existenței unui acord prenupțial dezavantajos. În loc să-l omoare pe omul care stătea în calea iubirii lor, cei doi amanți decid să-l asasineze pe Howard Seltzer, (Raye Birk⁠(d)), un broker de investiții care fusese tras pe sfoară de Calvert, și să-i însceneze crima acestuia din urmă. În acest scop, Kinsley merge cu mașina la casa lui Seltzer și îl convinge pe acesta să-l lase lase înăuntru, pretinzând că telefonul său s-a descărcat și susținând că trebuie să sune urgent la spital, iar odată intrat în casă îl împușcă pe Seltzer și plantează dovezi care sugerează vinovăția lui Calvert. Investigația locotenentului Columbo este îngreunată de faptul că Patrick Kinsley face parte din echipa tehnică de cercetare și încearcă permanent să-l inducă în eroare. Indiciile care par să nu se potrivească și comportamentul anormal al colegului său de echipă îl fac pe detectiv să suspecteze că ar fi vorba de o înscenare. Indiciu/întorsătură finală: La un restaurant, Columbo îl observă întâmplător pe Kinsley cum mută farfurioara cu îndulcitor artificial către Cathleen Calvert atunci când toți primesc cafea. Câteva minute mai târziu, locotenentul îl vede pe colegul său deschizând ușa din față a mașinii pentru Cathleen Calvert în loc de ușa din spate. Cele două acțiuni bizare îl fac pe Columbo să-și dea seama că, în ciuda pretențiilor lor, cei doi se cunoșteau. Dacă nu s-ar fi întâlnit niciodată, așa cum pretindeau, Kinsley nu ar fi știut că Cathleen preferă scaunul din față pentru că are rău de mașină atunci când stă în spate sau că folosește îndulcitor artificial la cafea. Cercetarea cu atenție a fotografiilor de la nunta la care soții Calvert participaseră în seara crimei dezvăluie că părul de pisică găsit pe sacoul lui Clifford (dovada principală a implicării în crimă) fusese plantat de soția sa, deoarece Clifford nu avea păr de pisică pe sacou înainte de a dansa cu Cathleen. Prezentat drept „25th Anniversary Movie” („Film realizat cu ocazia aniversării a 25 de ani a serialului”), acest episod a fost difuzat în cadrul programului ABC Thursday Night Movie. |                             |                                                   |                    |                                                                               | | |                            |         |
| 67 | 12                          | „Ashes to Ashes”                                  | Patrick McGoohan   | Jeffrey Hatcher⁠(d)                                                            | Patrick McGoohan în rolul Eric Prince | Rue McClanahan⁠(d) în rolul Verity Chandler                                                                    | 8 octombrie 1998           | 91 min. |
| Antreprenorul de pompe funebre Eric Prince (Patrick McGoohan) conduce o afacere înfloritoare; serviciile sale sunt folosite de oameni bogați și celebri, inclusiv de unele celebrități de la Hollywood. Trecutul său conține însă unele pete întunecate: astfel, jurnalista de scandal Verity Chandler (Rue McClanahan⁠(d)), o fostă iubită de care se despărțise în circumstanțe mai puțin plăcute, a aflat că Prince a furat în urmă cu 20 de ani un colier de diamante de pe trupul neînsuflețit al fostei vedete a filmului mut Dorothea Page. Verity apare într-o după-amiază la ceremonia funerară a actorului și eroului de război Chuck Houston și îl amenință pe Prince că îl va demasca într-o emisiune viitoare de televiziune. Prince o lovește puternic cu o unealtă în camera de depozitare și se deplasează apoi la casa ei, unde simulează o presupusă răpire de către un atacator necunoscut. Cadavrul femeii este incinerat în aceeași noapte, iar urna cu cenușă este predată văduvei lui Chuck Houston (Sally Kellerman), care împrăștie conținutul ei deasupra orașului. Pentru ca nimeni să nu devină suspicios, el incinerează a doua zi cadavrul lui Chuck Houston, punându-l peste un alt cadavru programat să fie incinerat. Dispariția în circumstanțe misterioase a lui Verity Chandler este anunțată poliției de asistentul ei, Roger Gambles, iar locotenentul Columbo se deplasează la casa jurnalistei și constată că animalul ei de companie (un buldog tânăr) nu fusese hrănit în acea seară, ceea ce sugera că ea nu se mai întorsese acasă. În plus, semnalul pagerului femeii se întrerupsese brusc în noaptea anterioară. Detectivul începe să interogheze toate persoanele care au avut relații cu Verity și devine tot mai convins de vinovăția lui Eric Prince. Indiciu/întorsătură finală: Locotenentul Columbo află că actorul Chuck Houston fusese rănit în timpul celui de-al Doilea Război Mondial și că o bucată de schijă cu o formă distinctă a rămas blocată în corpul său pentru tot restul vieții. Schija era confecționată dintr-un metal solid care avea un punct de topire ridicat și putea rezista flăcărilor incineratorului. Polițistul verifică urna persoanei incinerate a doua zi și descoperă acolo bucata de schijă a lui Chuck Houston, ceea ce dovedea că în noaptea anterioară fusese incinerată o altă persoană. În confruntarea finală cu Prince, lt. Columbo îi spune: „Poate poți să-mi explici cum o bucată aflată de 50 de ani în corpul domnului Houston, ca urmare a războiului, a ajuns în urna unui importator de textile în vârstă de 48 de ani”. Patrick McGoohan, regizorul acestui episod, interpretează aici pentru a patra și ultima dată rolul criminalului. Una dintre fiicele sale, Catherine McGoohan⁠(d), joacă rolul Ritei, tânăra asistentă a lui Prince. Actrița Sally Kellerman o interpretează pe Liz Houston, văduva eroului de război Chuck Houston. |                             |                                                   |                    |                                                                               | | |                            |         |
| 68 | 13                          | „Murder with Too Many Notes”                      | Patrick McGoohan   | Scenariu de: Patrick McGoohan; Poveste și scenariu de: Jeffrey Cava           | Billy Connolly⁠(d) în rolul Findlay Crawford | Chad Willett⁠(d) în rolul Gabriel McEnery                                                                      | 12 martie 2001             | 90 min. |
| Celebrul compozitor de muzică de film Findlay Crawford (Billy Connolly⁠(d)) și-a pierdut de mult timp inspirația, dar a continuat să lucreze cu ajutorul unui muzician tânăr și talentat pe nume Gabriel McEnery (Chad Willett⁠(d)). În realitate, cea mai mare parte a muzicii de film a lui Crawford din ultimii ani a fost compusă de McEnery, inclusiv muzica ultimului film, care i-a adus lui Crawford un premiu Oscar. Tânărul îl anunță însă pe mentorul său că s-a săturat să rămână necunoscut și că va renunța la colaborarea lor, iar Crawford își dă seama că reputația sa va fi distrusă iremediabil dacă se va afla vreodată că altcineva i-a compus muzica. Cunoscând că Gabriel obișnuiește să exerseze pe acoperișul unei clădiri a studioului, Crawford concepe un plan pentru uciderea tânărului său colaborator. El îi promite lui Gabriel că îl va lăsa să dirijeze orchestra în timpul unui concert propriu, apoi îl droghează și îl aduce la locul său de repetiție de pe acoperiș, care se afla chiar deasupra unei trape a liftului de marfă. Cu puțin timp înaintea începerii concertului, Crawford declanșează deplasarea liftului de marfă, apoi ajunge repede în sală și, în fața câtorva sute de spectatori, începe să dirijeze. Atunci când liftul ajunge sus, trapa de pe acoperiș se deschide și catapultează corpul lui Gabriel, aflat în stare de inconștiență, de pe clădire, făcându-l să aterizeze în fața unui cuplu care sosește cu întârziere la concert. Moartea lui Gabriel pare să fie un accident produs în timp ce repeta pe acoperiș, dar locotenentul Columbo descoperă unele ciudățenii și intuiește că ar putea fi vorba de o crimă. Indiciu/întorsătură finală: Primul indiciu că nu a fost o moarte accidentală este faptul că, potrivit martorilor, victima nu a țipat atunci când a căzut de pe clădire, ceea ce-l face pe Columbo să presupună că Gabriel era ori deja mort, ori inconștient în momentul căderii. Analizând cu atenție corpul lui Gabriel, detectivul descoperă o tăietură recentă pe mâna lui, în al cărei sânge închegat sunt găsite urme de secobarbital. Victima devenise, prin urmare, inconștientă cu câtva timp înaintea căderii mortale: așa se explică de ce purta pantofi cu două numere mai mari, de ce îi lipsea cheia de la casă și de ce nu a țipat atunci când a căzut de pe clădire. Descoperirea baghetei de dirijor a lui Gabriel în subsolul clădirii demonstrează că liftul de marfă se aflase în mișcare și că trapa acestuia împinsese corpul de pe clădire, ceea ce demonstrează că tânărul era inconștient pentru că altfel ar fi auzit liftul și s-ar fi ferit. Lipsa din casa victimei a partiturii originale a muzicii filmului Ucigașul, distinse cu premiul Oscar, îl învinovățește pe Crawford, care era singura persoană care ar fi avut interes să o fure și care devine astfel singura persoană care ar fi avut motiv să-l ucidă pe Gabriel. Acest episod a fost produs în anul 1999, dar a fost difuzat abia în 2001 în cadrul emisiunii Monday Night Movie. |                             |                                                   |                    |                                                                               | | |                            |         |
| 69 | 14                          | „Columbo Likes the Nightlife”                     | Jeffrey Reiner⁠(d)  | Michael Alaimo⁠(d)                                                             | Matthew Rhys⁠(d) în rolul Justin Price și Jennifer Sky⁠(d) în rolul Vanessa Farrow                                                                       | Carmine Giovinazzo⁠(d) în rolul Tony Galper și Douglas Roberts⁠(d) în rolul Linwood Coben                       | 30 ianuarie 2003           | 89 min. |
| Justin Price (Matthew Rhys⁠(d)), promotorul unui club de noapte de muzică rave, se asociază cu mafiotul Tony Galper (Carmine Giovinazzo⁠(d)), fiul unuia din șefii celor cinci familii mafiote din New York, care îi promite că va investi o sumă substanțială de bani pentru finalizarea lucrărilor de amenajare. În cursul aceleiași zile, Galper o vizitează pe fosta lui soție, tânăra actriță Vanessa Farrow (Jennifer Sky⁠(d)), și află că Price devenise între timp iubitul acesteia. Între cei doi foști soți izbucnește o altercație, care se încheie cu căderea accidentală a lui Galper peste o masă de sticlă și cu moartea acestuia. Vanessa îi cere ajutor iubitului ei, iar cei doi decid împreună să nu anunțe poliția și să ascundă cadavrul până când banii promiși de Galper urmau să intre în contul lui Price. În cele aproximativ 36 de ore, Price îi ia locul lui Galper, astfel încât să lase impresia că acesta din urmă ar fi încă în viață. Momentul ascunderii cadavrului este însă fotografiat în secret de fotoreporterul Linwood Coben (Douglas Roberts⁠(d)), care îi șantajează pe cei doi iubiți. Price se preface că este de acord să plătească suma cerută de Coben (250.000 $) pentru negativele fotografiilor, dar îl ucide în timpul tranzacției pe martorul incomod și simulează o sinucidere a acestuia. Locotenentul Columbo investighează cazul catalogat inițial ca sinucidere și își extinde ancheta, cufundându-se în viața de noapte din Los Angeles și descoperind o legătură între moartea suspectă a lui Coben și dispariția misterioasă a lui Galper. Indiciu/întorsătură finală: Columbo descoperă că unul dintre bazinele de apă cu pești koi⁠(d), încastrate în pardoseala ringului de dans din clubul lui Price, conține mai puțini pești și trebuie să fie, prin urmare, mai puțin adânc decât celălalte bazine. Scanarea spațiului cu un radar de penetrare a solului⁠(d) scoate la iveală că trupul lui Tony Galper era îngropat sub acel bazin. În una din ultimele replici ale serialului, Columbo concluzionează că mafiotul „dormea cu peștii”, o replică omagiu la adresa seriei de filme Nașul. Ca o dovadă a longevității serialului, actorii care i-au interpretat pe criminali (Rhys și Sky) nu erau născuți în timpul difuzării primelor sezoane din Columbo, iar Sky avea doar 12 ani atunci când serialul a fost reluat în februarie 1989. Scenele din club folosesc două piese de pe albumul Tweekend al formației de muzică electronică The Crystal Method⁠(d). „Columbo Likes the Nightlife” este ultimul episod al serialului Columbo. A fost difuzat în cadrul programului ABC Thursday Night at the Movies. |                             |                                                   |                    |                                                                               | | |                            |         |